# Begoo be baran
Begoo be baran (en persa: بگو به باران‎), (literalmete: "Cuéntale a la Lluvia") es un sencillo del cantautor iraní Mohsen Namjoo. El poema es del famoso poeta iraní Shafiei Kadkani y toda la canción es un diálogo con la lluvia, y su video musical es interpretado por otro músico iraní llamado Parham Alizadeh. La canción está dedicada a Hossein Alizâdeh y Mohammad-Reza Shafiei Kadkani.
Fue lanzado oficialmente en marzo de 2019.

## Músicos
- Mike Bloque
- Ciro Babaei
- Hamid Behroozinia
- Reza Moghaddasi
- Ehsan M'turi
- Homayoun Nasiri

## Video musical
- Configuración: Ehsan Maturi y Hamid Montazeri
- Productor: Sheed Records
- Masterización: Andy Krehm y Silverbirch Mastering
- Gráfico: Alternar Sogol
- Patrocinador: Sheed Records
- Reparto: Parham Alizadeh, Saba Zameni, Taraneh Farivar, Kamran Nouri, Sana Arastehfar, Raheleh Fyvazi, Kiarash Teymourian